# Marcin Trudnowski
Marcin Janusz Trudnowski (ur. 1971 w Elblągu) – polski pływak, wicemistrz świata w pływaniu lodowym na dystansie 1 km w kategorii 45–49 lat w Burghausen w 2017 roku, ustanawiając tym samym nowy, oficjalny rekord Polski. W 2017 roku ustanowił na Jeziorze Żywieckim nowy, nieoficjalny rekord Polski na 1 milę. Wicemistrz Polski w pływaniu długodystansowym na wodach otwartych w 2017 i 2018 roku, w kategorii 45–49 lat. Brązowy medalista mistrzostw Polski w pływaniu długodystansowym w Pucku w 1996 roku. Laureat nagrody prezydenta Elbląga za wybitne osiągnięcia sportowe w 2017 roku. 
Kandydował z ramienia KWW Ruchu Samorządowego "TAK dla Elbląga" do Rady Miejskiej Elbląga w wyborach samorządowych w 2024 roku, nie uzyskując mandatu. 